# Baphomet (staty)
Baphomet är en bronsskulptur beställd av The Satanic Temple föreställande den ockulta symbolen med samma namn. Statyn avtäcktes i Detroit år 2015 och är 2,6 meter hög och har ett framstående pentagram ovanför Baphomets huvud liksom två leende barn på vardera sida som tittar upp på den sittande centrala figuren. Offentlig visning av verket eller bara förslag om att visa upp verket har varit ett viktigt inslag i The Satanic Temples aktivism som förespråkar separation mellan kyrka och stat.

## Historik

### Bakgrund

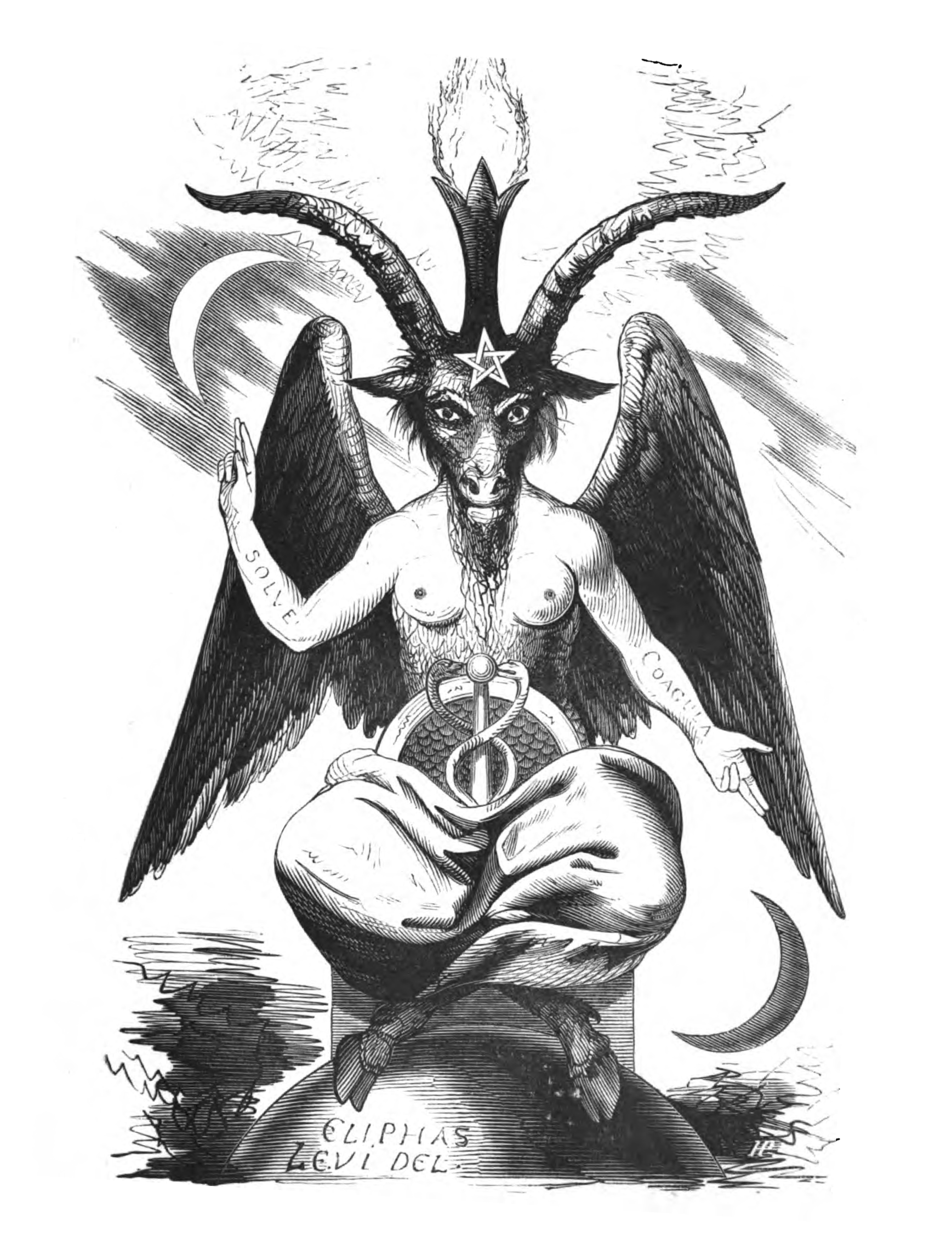
Teckningen av Levi som användes som inspiration för statyn

2014 startade The Satanic Temple en insamling genom crowdfunding för att skapa ett satanistiskt monument föreställande Baphomet och två barn med avsikt att placera monumentet vid Oklahomas kapitolium. Gruppens insamlingsinsatser syftade till att installera statyn som svar på ett monument av de tio budorden som installerades 2012 på initiativ av Mike Ritze som är representant i Oklahomas delstatskongress. Konstnären Mark Porter tillverkade skulpturen i Florida och använde teckningen av Eliphas Levi som grund för Baphomet.

### Avtäckning
Statyn visades upp offentligt för första gången den 25 juli 2015 vid ett evenemang organiserat av Detroits lokalavdelning av The Satanic Temple mitt under protester från religiösa organisationer. De 700 deltagarna vid avtäckningsceremonin var tvungna att "sälja sina själar till Djävulen" för att få en biljett, en taktik som enligt templet gjordes för att "hålla undan några av de mer radikala vidskepliga människorna som skulle försöka att underminera tillställningen."
Time noterade att "gruppen inte 'främjar en tro på en personlig Satan.' Enligt deras logik är Satan en abstraktion, ... 'en litterär figur, inte en gudom - han står för rationalitet, för skepsis, för att säga sanningen till makten, även på sin egen bekostnad." Time kommenterade också statyns avtäckning och skrev "Kalla det libertariansk gotik kanske - någon mörkare permutation av Ayn Rands korståg för fri vilja. Man vittnar i The Satanic Temple en viss instinktiv reaktion på intrång i personliga friheter, särskilt när dessa intrång har ett kors i handen. Baphometstatyn är Satanic Temples trotsiga motreplik du jour."

### Oklahomas kapitolium
Statyn beställdes från början med avsikten att installeras tillsammans med de tio budorden utanför Oklahomas kapitolium. Templet erbjöd att donera Baphomet för uppvisning på kapitoliumområdet. Efter rättstvister som gick ända upp till Oklahomas högsta domstol utfärdade domstolen en order att ta bort monumentet föreställande de tio budorden. Efter domstolsbeslutet drog The Satanic Temple tillbaka sin begäran att placera Baphomet på Oklahomas allmänna egendom.

### Arkansas kapitolium
Statyn visades på en lastbil som parkerades framför Arkansas kapitolium i flera timmar den 16 augusti 2018 för ett evenemang som organiserades i protest mot ett monument av de tio budorden på Arkansas kapitoliumområde. En formell begäran om att installera Baphomet nekades, vilket strider mot amerikansk lag om jämlikhet inför lagen och därmed fick Satanic Temple juridisk ställning att ifrågasätta monumentet av de tio budorden.

## I populärkultur
The Satanic Temple stämde Netflix i november 2018 på grund av användningen av en liknande staty i Chilling Adventures of Sabrina. Rättsmålet avgjordes utanför domstolen för ett icke avslöjat belopp och The Satanic Temple angavs som upphovsman för statyn i framtida sändningar.